# Thomas Hahl
Thomas Hahl (* 23. November 1961 in Ludwigshafen am Rhein) ist ein ehemaliger deutscher Hockeynationalspieler.

## Karriere
Thomas Hahl begann seine Hockeykarriere in seiner Geburtsstadt beim dortigen TFC Ludwigshafen. Als junger Spieler machte er als torgefährlicher Stürmer auf sich aufmerksam und wechselte folgerichtig aus der Oberliga in die Bundesliga ins benachbarte Frankenthal. Als Spieler der TG Frankenthal gehörte Thomas Hahl der damals sehr erfolgreichen Mannschaft um Peter Trump und Heiner Dopp an und wurde viermal deutscher Meister sowie 1984 Europapokalsieger in Terrassa (Spanien). Seine Leistungen verhalfen ihm 1983 zu einer Nominierung in den A-Kader des Deutschen Hockeybundes und zu einer Teilnahme an der fünften Champions Trophy der Herren im pakistanischen Karachi.  Insgesamt bestritt Thomas Hahl sieben Länderspiele.
Weitere Stationen als Spieler waren das Englische Institut Heidelberg und der Mannheimer HC.
Nach seiner aktiven Karriere war Thomas Hahl auch als Trainer erfolgreich. Bei der TG Frankenthal erreichte er im Nachwuchsbereich mit seiner Mannschaft (Jahrgang 1997) zweimal das Finale um die deutsche Meisterschaft (2010, 2011), doch gingen beide Spiele verloren. Thomas Hahl war nicht nur als Jugendtrainer aktiv, auch coachte er die erste Herrenmannschaft der TG Frankenthal, bevor er schließlich auch noch für viele Jahre als Abteilungsleiter der TG Frankenthal Hockeyabteilung tätig war.

## Erfolge
- Deutscher Meister Hallenhockey (1982, 1983, 1984)[6]
- Deutscher Meister Feldhockey (1983)
- Europapokalsieger Feldhockey (1984)[7]

## Ehrungen
- 1985: Silbernes Lorbeerblatt